# Paper Man
Paper Man (även känd under titeln Unlikely Hero) är en amerikansk dramakomedifilm (independentfilm) från 2009, med bland annat Jeff Daniels, Ryan Reynolds, Emma Stone och Lisa Kudrow i huvudrollerna. Filmen är regisserad av makarna Kieran och Michele Mulroney, som även har svarat för skrivandet av själva manuset. Den släpptes på DVD här i Sverige, samt även i Norge, den 27 oktober 2010.

## Handling
Filmens handling kretsar kring den misslyckade och ensamma medelåldersförfattaren Richard Dunn, som i stort sett inte har så många vänner alls i sitt liv, förutom en påhittad superhjältekompis vid namn Captain Excellent. Efter att Richard har blivit uppmanad av sin fru Claire till att flytta ut under vintersäsongen till ett strandsamhälle på Long Island, så lär han känna en sjuttonårig tonårstjej vid namn Abby, som hjälper honom med att komma ur sitt skal, och känna sig lite mer mognare. Detta innebär också att han måste ta en del andra livsavgörande steg längs vägen, som tillexempel att han ska sluta prata och föra konversationer tillsammans med den påhittade Captain Excellent.

## Rollista
| Jeff Daniels   | – Richard Dunn      |
| Lisa Kudrow    | – Claire Dunn       |
| Ryan Reynolds  | – Captain Excellent |
| Emma Stone     | – Abby              |
| Kieran Culkin  | – Christopher       |
| Hunter Parrish | – Bryce             |
| Arabella Field | – Lucy              |